# Lederzeele
Lederzeele est une commune française, située dans le département du Nord en région Hauts-de-France.

## Géographie

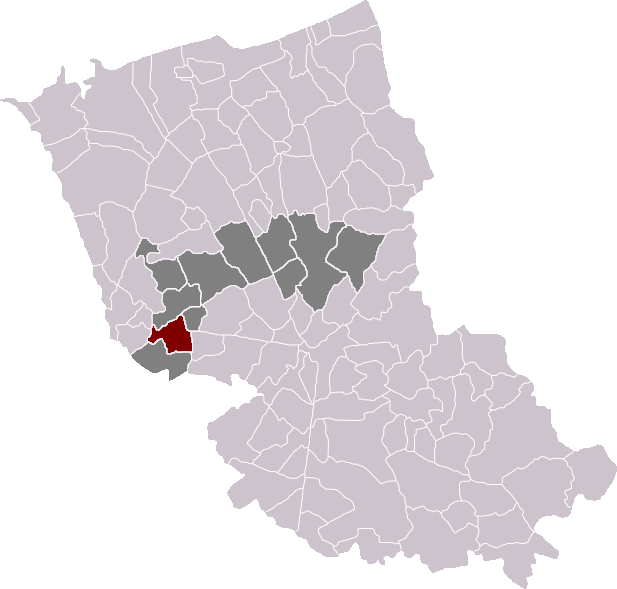
Lederzeele dans son canton et son arrondissement.

La source de l'Yser se trouve entre Buysscheure et Lederzeele. Cette rivière occupe une grande place dans l'imaginaire collectif des Flamands.

### Situation
Lederzeele est située dans le Houtland (la partie du Westhoek située à l'intérieur des terres) et en bordure du marais audomarois.

### Communes limitrophes
| Watten        | Volckerinckhove | Broxeele    |
| Saint-Momelin | Lederzeele      | Rubrouck    |
|               | Nieurlet        | Buysscheure |

### Hydrographie

#### Réseau hydrographique
La commune est située dans le bassin Artois-Picardie. Elle est drainée par la Becque de la Reine, la rivière du Ham et la Ferme du Ham,,.

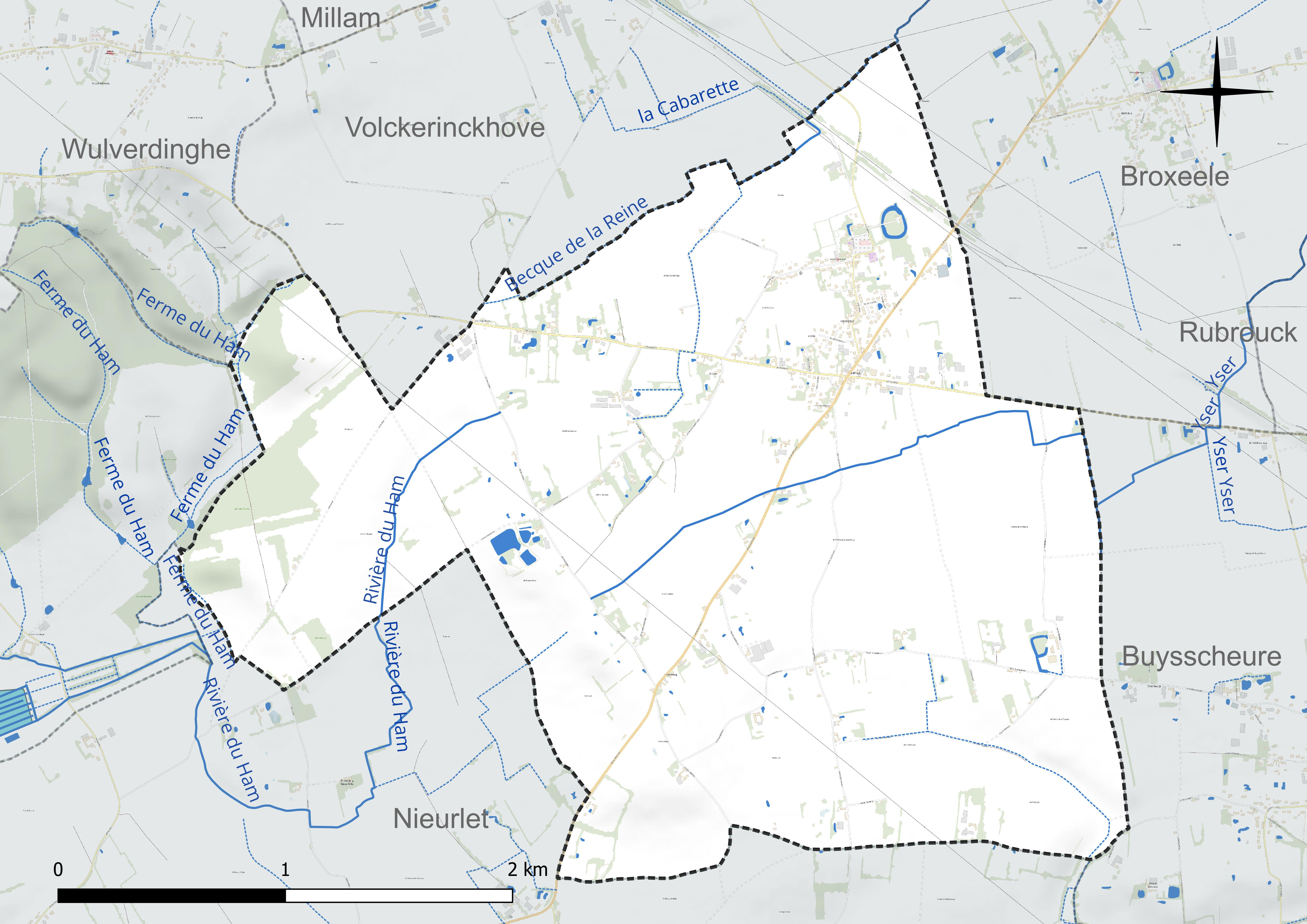
Réseau hydrographique de Lederzeele.

#### Gestion et qualité des eaux
Le territoire communal est couvert par le schéma d'aménagement et de gestion des eaux (SAGE) « Yser ». Ce document de planification concerne un territoire de 381 km2 de superficie, délimité par le bassin versant de l'Yser en France. Le périmètre a été arrêté le 8 novembre 2005 et le SAGE proprement dit a été approuvé le 30 novembre 2016. La structure porteuse de l'élaboration et de la mise en œuvre est l'Union syndicale d'aménagement hydraulique du Nord (USAN). 
La qualité des cours d'eau peut être consultée sur un site dédié géré par les agences de l'eau et l'Agence française pour la biodiversité. 

### Climat
Pour des articles plus généraux, voir Climat des Hauts-de-France et Climat du Nord.
En 2010, le climat de la commune est de type climat océanique altéré, selon une étude du CNRS s'appuyant sur une série de données couvrant la période 1971-2000. En 2020, Météo-France publie une typologie des climats de la France métropolitaine dans laquelle la commune est exposée à un climat océanique et est dans la région climatique  Côtes de la Manche orientale, caractérisée par un faible ensoleillement (1 550 h/an) ; forte humidité de l'air (plus de 20 h/jour avec humidité relative > 80 % en hiver), vents forts fréquents. 
Pour la période 1971-2000, la température annuelle moyenne est de 10,5 °C, avec une amplitude thermique annuelle de 13,9 °C. Le cumul annuel moyen de précipitations est de 816 mm, avec 12,8 jours de précipitations en janvier et 8,3 jours en juillet. Pour la période 1991-2020, la température moyenne annuelle observée sur la station météorologique la plus proche, située sur la commune de Watten à 6 km à vol d'oiseau, est de 11,3 °C et le cumul annuel moyen de précipitations est de 822,8 mm,. Pour l'avenir, les paramètres climatiques de la commune estimés pour 2050 selon différents scénarios d'émission de gaz à effet de serre sont consultables sur un site dédié publié par Météo-France en novembre 2022.

## Urbanisme

### Typologie
Au 1er janvier 2024, Lederzeele est catégorisée commune rurale à habitat dispersé, selon la nouvelle grille communale de densité à sept niveaux définie par l'Insee en 2022.
Elle est située hors unité urbaine. Par ailleurs la commune fait partie de l'aire d'attraction de Dunkerque, dont elle est une commune de la couronne,. Cette aire, qui regroupe 66 communes, est catégorisée dans les aires de 200 000 à moins de 700 000 habitants,.

### Occupation des sols
L'occupation des sols de la commune, telle qu'elle ressort de la base de données européenne d'occupation biophysique des sols Corine Land Cover (CLC), est marquée par l'importance des territoires agricoles (92,4 % en 2018), une proportion identique à celle de 1990 (92,4 %). La répartition détaillée en 2018 est la suivante : 
terres arables (92,3 %), zones urbanisées (3,9 %), forêts (3,7 %), prairies (0,1 %). L'évolution de l'occupation des sols de la commune et de ses infrastructures peut être observée sur les différentes représentations cartographiques du territoire : la carte de Cassini (XVIIIe siècle), la carte d'état-major (1820-1866) et les cartes ou photos aériennes de l'IGN pour la période actuelle (1950 à aujourd'hui).

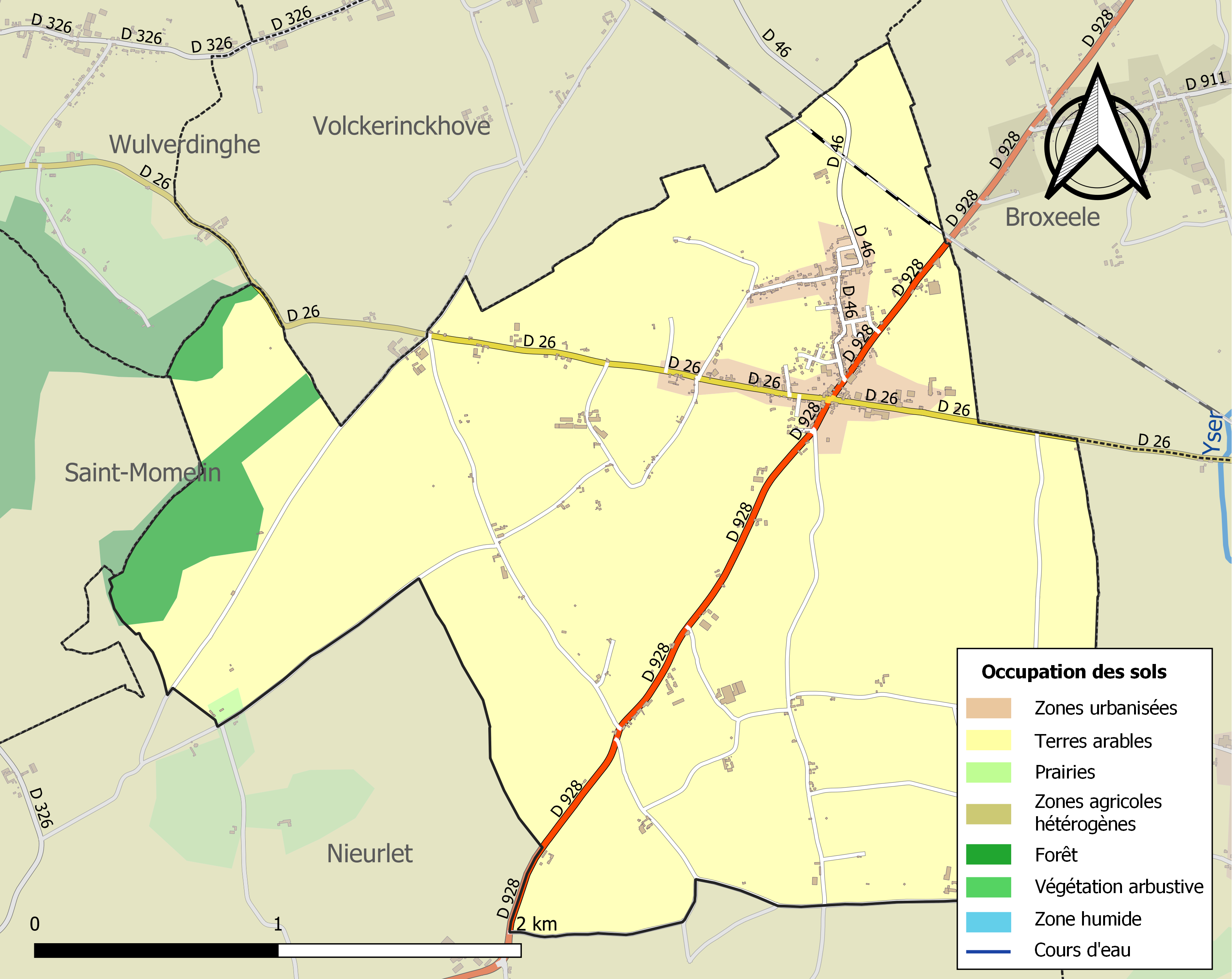
Carte des infrastructures et de l'occupation des sols de la commune en 2018 (CLC).

## Toponymie
Le nom de la localité est attesté sous les formes : Ledersela en 1123; Lidersele en 1139; Lidresela en 1142; Lederselaen 1183; Lyderseele ou Liedersella en 1218,.
Une explication ancienne et légendaire de l'étymologie de Lederzeele repose sur une analogie avec le nom d'une rivière locale appelée Leder (latin Ledera). Cette explication, trouvée dans le tome II, à la page 572 de Flandria Illustrata (1641), et bien que douteuse, est également fournie pour le nom du village voisin de Ledringhem. Elle provient d'Antoine Sandérus (1586-1664) qui écrivit, en citant Malbrancq: Lederam pluribus ab ortu suo pagis nomem communicantem (Le Leder est la source de beaucoup de noms du pays),.

Selon l'historien Eugène Mannier, le Leder de Sanderius est en fait l'Yser et l'étymologie de Lederzeele serait donc due à sa situation le long de ce fleuve.
Selon les toponymistes et linguistes Albert Dauzat et Ernest Nègre, le premier élément Leder- représente un anthroponyme germanique. Il s'agit soit de Liuthari, soit de Leutharius.
Le second élément -zeele représente le germanique seli « maison », comprendre ancien néerlandais *sali, *seli > flamand sele « demeure » ou « maison ne comprenant qu'une pièce » ou directement du germanique sala « demeure seigneuriale ». Dans le Westhoek, le terme apparaît sous forme de terminaison -zeele, comme dans Herzeele (Hersele en 1195), alors qu'en Belgique, on trouve Herzele ou Elzele (Ellezelles en français). Sele est issu ultimement du vieux bas francique *sal-, tout comme le français salle.
On trouve Lederzele et Lessiauw en flamand.

## Histoire
Lederzeele était située sur la voie romaine reliant Boulogne-sur-Mer à Cassel, via Le Wast, Alembon, Licques, Clerques, Tournehem-sur-la Hem, Watten, Wulverdinghe, Lederzeele, Wemaers-Cappel.
Avant la Révolution française, la paroisse était incluse dans le diocèse de Thérouanne, puis à la disparition de celui-ci dans le diocèse de Saint-Omer.
En 1096-1099, Raoul de Lederzelle participe aux côtés de Guillaume Moran de Hondschoote à la première croisade sous les ordres de Godefroy de Bouillon.
Sur le territoire de Lederzelle, se trouvait la seigneurie dite de Nieurlet, de laquelle dépendait au moins un fief dans la châtellenie de Bourbourg.
En 1221, le châtelain de Saint-Omer a, selon Adam évêque de Thérouanne, conclu des conventions avec ses hommes (sans doute ses vassaux)  de Bollezeele, Lederzeele etc..
Vers 1222, l'abbaye de Saint-Bertin de Saint-Omer possède un manoir à Lederzeele appelé Nemus ou Le Bois. Cette année là, Michel de Boulaere, connétable de Flandre (du comte de Flandre) promet à l'abbé et aux religieux de ne plus dîner ou loger dans ce lieu (c'est-à-dire, ne plus exiger d'y être hébergé en tant que connétable).
En 1229, le chevalier Baudouin de Haverskerque renonce au profit de l'abbaye Saint-Bertin à ses prétentions sur la chapelle de Haverskerque, à la réparation d'une écluse auprès de son vivier de Lederzeele, etc.
En 1232, le comte de Flandre Ferrand de Flandre et Jeanne de Constantinople, sa femme, accordent des franchises à tous les habitants du Métier de Lederzeele et des domaines qu'ils possèdent dans la paroisse de Bollezeele.
En 1257, Marguerite de Constantinople, comtesse de Flandre et de Hainaut, et Gui, comte de Flandre son fils, (Gui de Dampierre) déclarent que les habitants de Lederzeele et de Bollezeele continueront à jouir de leurs immunités malgré la subvention qu'ils ont payée pour la rançon du jeune comte (Gui de Dampierre a été emprisonné trois ans par ses adversaires néerlandais menés par ses frères utérins les D'Avesnes et les communes de Flandre ont été sollicitées pour payer la rançon ce qui les a appauvries).
En 1297, le comte de Flandre Gui de Dampierre est en guerre contre le roi de France Philippe IV le Bel, mais perd la partie. En 1298, Gilles de Haverskerque, seigneur de Watten, qui a suivi le parti du roi, est récompensé en recevant de Raoul II de Clermont-Nesle, lieutenant du roi, la juridiction et les biens que le comte Guy possédait dans plusieurs villages de Flandre dont Lederzeele, et qui lui ont été confisqués, (confiscation sans doute temporaire).
Au moment de la Révolution française, les habitants de Lederzeele se montrent, comme beaucoup de villages de la Flandre maritime, attachés à la religion catholique, et opposés à la constitution civile du clergé, mais cela atteint de plus grandes proportions dans la commune : en mai 1792, une petite insurrection locale est dirigée contre le prêtre Derwater ayant prêté serment de fidélité à la Révolution.
Vers 1910, un chemin de fer de Herzeele à Saint-Momelin, passe par les villages, alors généralement dotés d'une gare, Wormhout, Esquelbecq, Zegerscappel, Bollezeele, Merckeghem, Volckerinckhove-Broxeele, Lederzeele, Nieurlet.

## Héraldique
|  | Les armes de Lederzeele se blasonnent ainsi :D'azur semé de billettes d'or, à la bande du même chargée de trois merlettes de gueules, posées à plomb. |

## Politique et administration
Maire en 1802-1803 : Pierre Brocq
Maire en 1807 : Vanhaecke.
Maire en 1854 : Mr Wastclaudt.
Maire en 1883 et de 1887 à 1900 : Ch. L. Debroucker.
Maire de 1900 à 1913 : Désiré Desmidt.
Maire en 1913-1914 : Fortuné Lefebvre.
Maire de 1922 à 1925 : L. Desmidt.
Maire de 1925 à 1927 : Emile Cloet.
Maire de 1927 à 1935 : Gustave Delgrange.

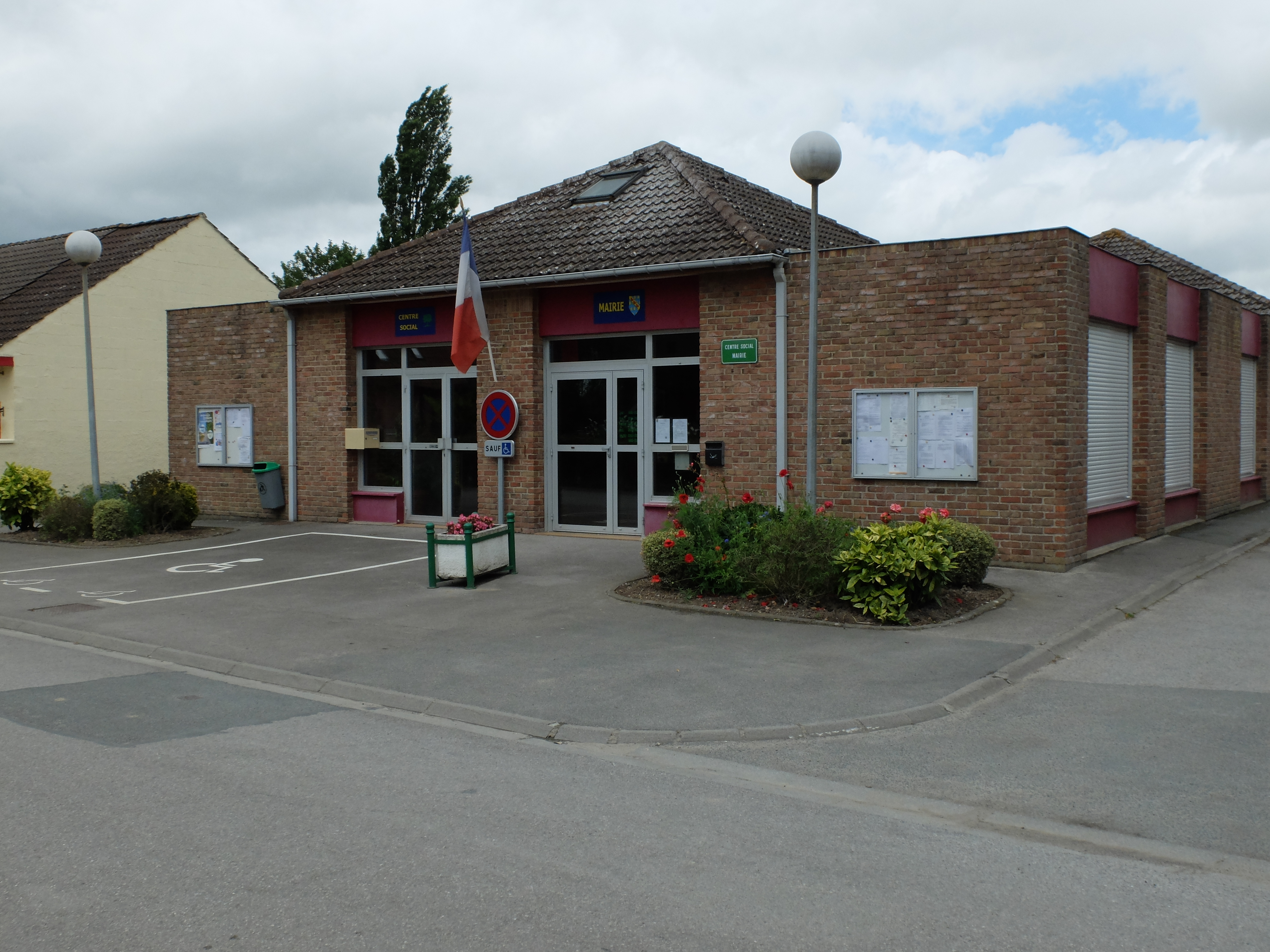
La mairie.

| Période                                  | Période   | Identité                                       | Étiquette | Qualité |
| ---------------------------------------- | --------- | ---------------------------------------------- | --------- | ------- |
| 1935                                     | 1965      | Auguste de Broucker                            |           |         |
| 1965                                     | 1971      | Moïse Delgrange                                |           |         |
| 1971                                     | 1977      | Gaston Declerck                                |           |         |
| mars 1977                                | mars 2008 | Pierre Barbier                                 |           |         |
| mars 2008                                | En cours  | Michel Delforge Réélu pour le mandat 2020-2026 |           |         |
| Les données manquantes sont à compléter. |           |                                                |           |         |

## Population et société

### Démographie

#### Évolution démographique
L'évolution du nombre d'habitants est connue à travers les recensements de la population effectués dans la commune depuis 1793. Pour les communes de moins de 10 000 habitants, une enquête de recensement portant sur toute la population est réalisée tous les cinq ans, les populations de référence des années intermédiaires étant quant à elles estimées par interpolation ou extrapolation. Pour la commune, le premier recensement exhaustif entrant dans le cadre du nouveau dispositif a été réalisé en 2005.

En 2022, la commune comptait 705 habitants, en évolution de +5,7 % par rapport à 2016 (Nord : +0,51 %, France hors Mayotte : +2,11 %).
| 1793  | 1800  | 1806  | 1821  | 1831  | 1836  | 1841  | 1846  | 1851  |
| ----- | ----- | ----- | ----- | ----- | ----- | ----- | ----- | ----- |
| 1 223 | 1 358 | 1 373 | 1 453 | 1 344 | 1 461 | 1 530 | 1 548 | 1 527 |

| 1856  | 1861  | 1866  | 1872  | 1876  | 1881  | 1886  | 1891  | 1896  |
| ----- | ----- | ----- | ----- | ----- | ----- | ----- | ----- | ----- |
| 1 461 | 1 524 | 1 571 | 1 632 | 1 664 | 1 581 | 1 463 | 1 430 | 1 414 |

| 1901  | 1906  | 1911  | 1921  | 1926  | 1931 | 1936 | 1946 | 1954 |
| ----- | ----- | ----- | ----- | ----- | ---- | ---- | ---- | ---- |
| 1 416 | 1 435 | 1 427 | 1 387 | 1 402 | 622  | 610  | 606  | 590  |

| 1962 | 1968 | 1975 | 1982 | 1990 | 1999 | 2005 | 2006 | 2010 |
| ---- | ---- | ---- | ---- | ---- | ---- | ---- | ---- | ---- |
| 603  | 582  | 584  | 573  | 554  | 562  | 604  | 601  | 592  |

| 2015 | 2020 | 2022 | - | - | - | - | - | - |
| ---- | ---- | ---- | - | - | - | - | - | - |
| 661  | 687  | 705  | - | - | - | - | - | - |

#### Pyramide des âges
La population de la commune est relativement jeune.
En 2018, le taux de personnes d'un âge inférieur à 30 ans s'élève à 37,3 %, soit en dessous de la moyenne départementale (39,5 %). À l'inverse, le taux de personnes d'âge supérieur à 60 ans est de 22,1 % la même année, alors qu'il est de 22,5 % au niveau départemental.
En 2018, la commune comptait 350 hommes pour 330 femmes, soit un taux de 51,47 % d'hommes, largement supérieur au taux départemental (48,23 %).
Les pyramides des âges de la commune et du département s'établissent comme suit.
| Hommes | Classe d’âge | Femmes |
| ------ | ------------ | ------ |
| 0,0    | 90 ou +      | 0,6    |
| 6,2    | 75-89 ans    | 7,5    |
| 13,0   | 60-74 ans    | 17,1   |
| 20,1   | 45-59 ans    | 17,1   |
| 21,2   | 30-44 ans    | 22,8   |
| 17,5   | 15-29 ans    | 16,2   |
| 22,0   | 0-14 ans     | 18,6   |

| Hommes | Classe d’âge | Femmes |
| ------ | ------------ | ------ |
| 0,5    | 90 ou +      | 1,4    |
| 5,3    | 75-89 ans    | 8,1    |
| 14,8   | 60-74 ans    | 16,2   |
| 19,1   | 45-59 ans    | 18,4   |
| 19,5   | 30-44 ans    | 18,7   |
| 20,7   | 15-29 ans    | 19,1   |
| 20,2   | 0-14 ans     | 18     |

## Culture et patrimoine
Un chemin de randonnée pédestre de 8,6 km, le circuit « D'une motte à l'autre » permet de découvrir le village et ses environs.

### Lieux et monuments

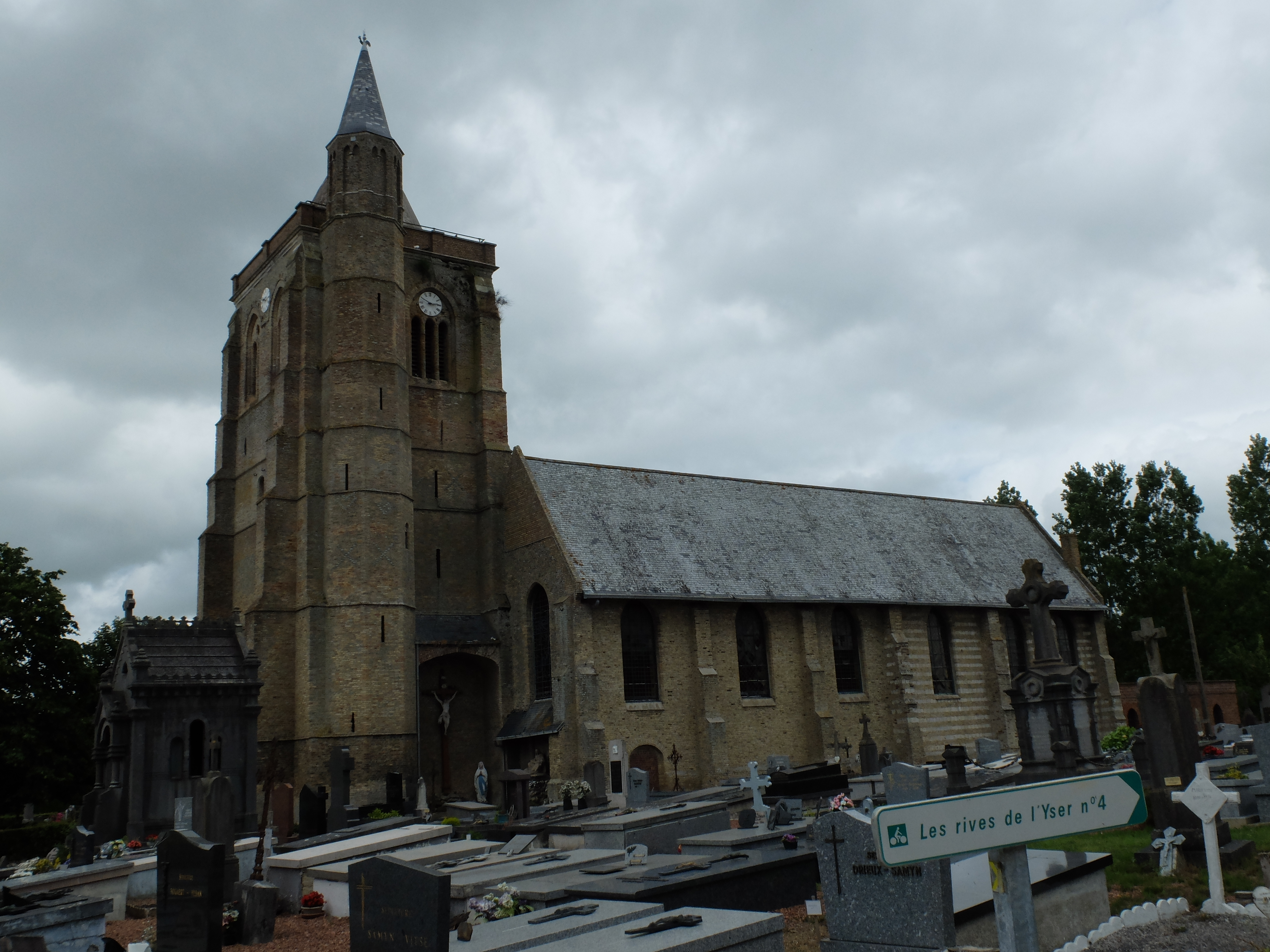
L'église de l'Assomption-de-Notre-Dame.

- L'église de l'Assomption-de-Notre-Dame. Détruite par un incendie le 8 mai 1955 elle fut inaugurée en 1958.
- Les monuments aux morts. Lederzeele compte deux monuments aux morts: le premier fut érigé à la suite de la guerre de 1870-1871 et le second à l'issue de la première guerre mondiale. Ce dernier est semblable à celui de Nieurlet qui dépendait alors de Lederzeele. Ceci explique la mention de Lederzeele Centre.

## Pour approfondir